# Jelisawetinski (Kursk)
Jelisawetinski (russisch Елизаветинский) ist ein Weiler (chutor) in der Oblast Kursk in Russland. Es gehört zum Rajon Chomutowka und zur Stadtgemeinde (gorodskoje posselenije) possjolok Chomutowka.

## Geographie
Der Ort liegt gut 113 km Luftlinie nordwestlich des Oblastverwaltungszentrums Kursk im südwestlichen Teil der Mittelrussischen Platte, 3 km südlich des Rajonverwaltungszentrums Chomutowka, 13,5 km von der Grenze zwischen Russland und der Ukraine, am Fluss Chatuscha (Nebenfluss des Sew).

### Klima
Das Klima im Ort ist wie im Rest des Rajons kalt und gemäßigt. Es gibt während des Jahres eine erhebliche Niederschlagsmenge. Dfb lautet die Klassifikation des Klimas nach Köppen und Geiger.

## Bevölkerungsentwicklung
| Jahr | Einwohner |
| ---- | --------- |
| 2002 | 67        |
| 2010 | 24        |
| 2014 | 15        |
| 2016 | 7         |
| 2017 | 8         |

Anmerkung: Volkszählungsdaten

## Verkehr
Jelisawetinski liegt 7 km von der Fernstraße föderaler Bedeutung M3 Ukraina (Moskau – Kaluga – Brjansk – Grenze zur Ukraine), 5,5 km von der Straße A 142 (Trosna – M3 Ukraina), 1 km von der Straße regionaler Bedeutung 38K-040 (Chomutowka – Rylsk – Gluschkowo – Tjotkino – Grenze zur Ukraine), 1,5 km von der Straße 38K-003 (Dmitrijew – Berjosa – Menschikowo – Chomutowka) und 39 km von der nächsten Eisenbahnhaltestelle Rogosna (Eisenbahnstrecke Nawlja – Lgow-Kijewskij) entfernt.
Der Ort liegt 199 km vom internationalen Flughafen von Belgorod entfernt.